# Bernhard (Missionsbischof)
Bernhard wirkte 1121/1122 als Missionsbischof in Pommern. 

## Überlieferung
Die einzige Überlieferung zu Bernhard ist in der 1151 bis 1159 von Ebo von Michelsberg verfassten Schrift Das Leben des Bischofs und Bekenners Otto enthalten. 
Nach dieser Überlieferung stammte Bernhard ursprünglich aus Spanien, war in Rom zum Bischof geweiht worden und gehörte in Italien einem Einsiedlerorden an. Er reiste von dort nach Norden mit den Wunsch, die heidnischen Pomoranen zu missionieren. Den polnischen Herzog Bolesław III. Schiefmund bat er um Unterstützung für seine Mission. Dieser hatte soeben mit der Eroberung von Stettin im Jahre 1121 die Pomoranen unterworfen und daher ein Interesse an ihrer Christianisierung. Die Erfolgsaussichten Bernhards schätzte er als gering ein, gab ihm aber einen Mann als Übersetzer und Führer mit. 
In Pommern fand Bernhard mit seinem ärmlichen und demütigen Auftreten keinen Anklang. Schließlich wurde er in Wollin, wo sich ein heidnisches Heiligtum befand, in einen Kahn gesetzt und mit der Empfehlung, er solle besser „den Fischen im Meer und den Vögeln am Himmel“ predigen, weggeschickt. Bernhard kehrte daraufhin zu Herzog Boleslaw III. zurück, der ihn darauf hinwies, dass er ihm die Erfolglosigkeit dieser Missionstätigkeit vorausgesagt habe.
Im November 1122 weilte Bernhard anlässlich eines Hoftags Kaiser Heinrichs V. in Bamberg. Dort erzählte er von seiner erfolglosen Missionsreise. Dadurch regte er Bischof Otto von Bamberg an, seinerseits Pommern zu missionieren.

## Kritik
Aus Sicht der modernen Geschichtswissenschaft muss zweifelhaft sein, ob der überlieferte Bericht den Tatsachen entspricht. Die Missionierung Pommerns gelang jedenfalls erst Otto von Bamberg mit seinen zwei in den Jahren 1124 bis 1128 durchgeführten Missionsreisen. 
Es wird die Auffassung vertreten, dieser Bernhard sei identisch mit Bernhard I., dem ersten Bischof von Lebus.

### Sekundärliteratur
- Werner Buchholz (Hrsg.): Deutsche Geschichte im Osten Europas. Pommern. Siedler Verlag, Berlin 1999, ISBN 3-88680-272-8, S. 25.
- Martin Wehrmann: Geschichte von Pommern. Band 1. 2. Auflage. Friedrich Andreas Perthes, Gotha 1919. Nachdruck: Weltbild Verlag, Augsburg 1992, ISBN 3-89350-112-6, S. 59 f.